# چاه موتور شماره ۶ طرح و توسعه
چاه موتور شماره ۶ طرح و توسعه یک منطقهٔ مسکونی در ایران است که در دهستان شوسف واقع شده‌است. چاه موتور شماره ۶ طرح و توسعه ۵۰ نفر جمعیت دارد.